# Ansvarsgenombrott
Ansvarsgenombrott är en rättsprincip som innebär att ägarna till ett bolag kan bedömas vara ansvariga för bolagets skulder, trots att bolaget är ett aktiebolag eller en annan associationsform utan personlig ansvarighet. I Sverige tillämpas ansvarsgenombrott främst på aktiebolag, men principen utesluter inte att även andra associationsformer kan bli föremål för genombrott, till exempel ekonomiska föreningar och bostadsrättsföreningar. Principen har motsvarigheter i de övriga nordiska länderna, och även i t.ex. Storbritannien, Tyskland och USA.
Ett ansvarsgenombrott i ett aktiebolag utgör ett undantag från huvudregeln att bolaget står för sina egna åtaganden, och att det ansvar som kan utkrävas av bolagets ägare är begränsat till aktiekapitalet. Under vissa förutsättningar kan ett aktiebolags ägare eller andra företrädare åläggas ett personligt betalningsansvar för bolagets åtaganden. Termen "ansvarsgenombrott" syftar på att det skydd en juridisk person utgör för företrädarna "bryts igenom" (jämför engelskans piercing/lifting the corporate veil).

## Historik
Principen har i svensk rätt givits sitt innehåll genom doktrin och praxis. Det senaste lagförslaget på området lades fram av Betalningsansvarskommittén 1987 och förkastades kort därpå eftersom det inte ansågs nödvändigt att lagfästa principen.

## Lagrum och rättslig status
I aktiebolagslagen (2005:551) finns vissa skadeståndsregler för bolagets företrädare, som kan bli skadeståndsskyldiga om de uppsåtligen eller genom oaktsamhet skadar bolaget. Samma regler gäller även aktieägare som drabbats av att företrädare brutit mot exempelvis aktiebolagslagen, bolagsordningen eller lagar som reglerar årsredovisningar. Ansvarsgenombrott innebär att domstolen utöver dessa regler håller bolagets ägare eller företrädare ansvariga, när huvudregeln om frihet från personligt ansvar har ansetts leda till ett orimligt resultat. Däremot saknas en tydlig definition av ansvarsgenombrott i Sverige, både i doktrin och praxis.
Vilka förutsättningar som ska vara uppfyllda för att ett ansvarsgenombrott ska bli aktuellt är oklart och till viss del omstritt. Exempel som förekommer i litteraturen är följande:
- Underkapitaliserad verksamhet innebär att bolaget som ska "brytas igenom" har drivits utan tillräckliga tillgångar för verksamhetens art och risker.[4]

- Osjälvständigt intresse eller avsaknad av affärsmässigt syfte betyder att bolaget kan antas verka i enlighet med något underliggande eller dolt intresse, och inte i enlighet med det syfte som anges i bolagsordningen.[5]

- Osjälvständig verksamhet gäller huruvida (eller till vilken grad) ett bolag har en "självständig" handlingsförmåga. I fallet NJA 1947 s. 472 har bolaget som bröts igenom beskrivits som ägarnas "exekutiva organ" snarare än en självständig verksamhet.

- Illojalitet gentemot bolagets borgenärer kan tillsammans med andra ovan nämnda villkor krävas för ett ansvarsgenombrott, för detta finns dock sparsamt stöd i praxis. I fallet NJA 1982 s. 244 nämner hovrätten i domskälen (ansvar utdömdes ej) att: "[Svaranden] kan därför inte sägas ha arrangerat förhållandet till dotterbolagen på ett mot dessas borgenärer klart illojalt sätt".